# KIRIMIちゃん.
KIRIMIちゃん.（きりみちゃん、ラテン文字表記：Kirimichan.）は、日本のサンリオによるキャラクター。デザイナーはリルリルフェアリルも手掛けている瀬谷愛。鮭の切り身をモチーフにしたキャラクターであり、サンリオの公式サイト内では､「食べ物」に分類される。

## 来歴
2013年にキャラクター開発され、同年9月3日〜12月1日に実施されたサンリオの投票企画「食べキャラ総選挙〜食うか食われるか真剣勝負!〜」にてエントリーした20キャラクターのうち1位に輝き、2014年2月にメジャーデビュー（本格的な商品展開の開始）が決定した。付添い人は代永翼。
「KIRIMIちゃん.」は厳密にはキャラクター群の総称であり、主人公である鮭の切り身のキャラクターだけを指す場合は平仮名で「きりみちゃん」と表記する。きりみちゃんは鮭の切り身をモチーフにしているので、顔が大きく、顔のパーツや体が左側に寄っている。顔は、目と口だけで構成されている。

### 年表
2013年
- 8月31日 - 誕生。初めて切り身になった日（なおこの日は野菜の日である）
- 9月3日〜12月1日に実施されたサンリオの投票企画「食べキャラ総選挙〜食うか食われるか真剣勝負!〜」で全得票数138,166票中35,324票を獲得、エントリーした20キャラクターのうち1位に輝く[8]。当初、本格的な商品展開は2014年夏から予定されていたが、人気の高さのため2014年2月に急遽早めることになった[10]。

2014年
- 1月15日12時 - Twitterアカウントを開設。フォロワー数が777人を超えた時点でツイートを開始することになっていたが、開設から30分で達成し、15時に一回目のツイートを行った[11] （2014年11月現在、フォロワー数約148,000人）。
- 2月13日 - 本格的な商品展開を開始[11]
- 7月 - LINEスタンプ発売
- 8月16日 - 『SUMMER SONIC 2014』（千葉会場）に出演[12]
- 9月3日 - CD『KIRIMIちゃん.のうた』発売（曲の発売を記念して、タワーレコードとのコラボグッズを発売）
- 10月13日 - フジテレビ『めざましテレビ』にて特集
- 11月2日 - 築地市場まつり2014出演

2016年
- 9月11日 - 擬人化プロモーションを展開開始[13]。KIRIMIちゃん.の登場キャラクターを擬人化してのプロモーションで、少女漫画化などを展開。なおKIRIMIちゃん.の登場キャラクターの擬人化は、プロモーション開始以前から公式Twitterにて行われていた。

2024年
- 3月1日 - サンリオピューロランド公式サイトにて、KIRIMIちゃん.を含む16キャラクターのキャラクターページが3月31日での公開終了を発表[14]。ただし4月以降もグッズについては継続して販売されている他、公式X（旧Twitter）の更新も引き続き行われている。

## キャラクター

### きりみちゃん
声：代永翼
切り身にされた瞬間、美味しく食べてもらいたいという想いで産まれてきた。沢山の仲間たちと共に今日も食卓に寄り添うパートナーとして美味しく食べてもらうのを待っている。食べてもらった瞬間は次の切り身に魂が移るため、常に切り身は新鮮な状態である。また、サンリオ本社で働いている社員でもあり、ストレスを抱えてたりすることが多く、低気圧が近づくと頭痛が起きたりする。お友達のかまぼこちゃんとはとても仲良し。初めて切り身になった日は8月31日だが、この日は野菜の日である。口癖は「らぶ!サーモン!」。喜びの意。さらに喜ぶと「らぶ!フィッシュ!」が使われる。性別は不明（中性的）、血液型はシャケ型。イメージカラーは、サーモンピンク。趣味はゲーム『シャケナルシャケタジー14 シャケライン』で遊ぶこと、絵を描くこと。宝物はきりみ形の貯金箱。座右の銘は「うまみはいちにちにしてならず」。
擬人化の際は、ピンク色を基調とした服装をして、頭部左側で茶色い髪を束ねた少女風の姿となっている。
ベストフレンドである代永翼とは、代永がスーパーの鮮魚コーナーでアルバイトをしていた時に出会った設定。その詳細は2人だけの秘密としている。

### 友達

#### 魚のお友達
タイくん
声：島﨑信長
鯛の男の子。ナルシストな性格でお金持ち。目の色はブルーだが、カラーコンタクトを着用している。キザなことをずっと言っているが、他のお友達はあまり聞いていないようである。
ブリくん
声：代永翼
鰤の男の子だが、まつげが生えていてかわいらしい見た目をしている。絵文字を多用したり、かわいいものが大好きだったりするので、誰よりも女子度は高い。
擬人化の際は、セーラー服を着てリボンを付けた少年の姿。擬人化プロモーションには未登場。
さわらくん
真面目な鰆の青年。ひかえめな性格で縁の下の力持ち。きりみちゃんをいつも影から見守り、助けている。自分が目立つことを好まない。
さばくん
声：寺島拓篤
他のお友達より厚切りな鯖の切り身で、優しい性格の男の子。普段目は笑っているので閉じているが、目を開けてもあまり変わらない。とても温厚だが、怒ると「シメるぞ?」と言う。
擬人化の際は緑のジャケットにグレーのアーガイル柄のTシャツ姿で、襟にメガネをかけている。
ぎんだらさん
声：阿部敦
京都からやってきた銀鱈の男の子。面倒見が良いが、どこか冷たいところもある。口癖は「おおきに」。
擬人化の際は、白いYシャツにループタイを着け、ラベンダー色のコートを羽織った姿となっている。
サメせんぱい
声：佐藤拓也
サメの切り身の男の子で、切り身界の面々のリーダー格だが、みんなはあまり言うことを聞かないらしい。きりみちゃんが憧れている。寝相が非常に悪い。

#### 魚以外のお友達
かまぼこちゃん
声：矢作紗友里
蒲鉾の女の子。ガールズトークが大好き。すこしカマトトぶるところがあるが基本面倒見が良いので嫌われてはいない様子。
擬人化の際は、ピンク色のボブカットをした少女の姿。擬人化プロモーションには未登場。
ロースちゃん
きりみちゃんに恋する豚肉。みんなと少し違うことに気付き悩んだこともあったが、まわりの皆は気にしていないことに気付き、今は楽しく過ごしている。
なるとちゃん
声：丹下桜
ぼーっとしているようでしていないなると。普段無口なので、ぼーっとしていると思われがちだが、人一倍いろいろなことを考えている。さばくんと仲良し。
もちトリオ（もっちー、もっちん、もちち）
切り餅の三兄弟。上から、もっちー、もっちん、もちちという名前。長男もっちーはジャンプが得意で餅肌を大事にしており、次男もっちんはいつももちちの後ろに隠れていて物持ちがよく、三男もちちは焼きもち焼きで目立ちたがり屋。
ぶたばらくん
豚ばら肉の男の子。ロースちゃんに恋心を抱いているが、好きじゃないふりをしているツンデレ。ロースちゃんよりも細くて細身なのを気にしている。
はくまいず
白米の米粒の5人組。道とん堀とのコラボレーションによる新キャラオーディションで決まったキャラクターである。

#### 肉協会
シャトーブリアン
声：津田健次郎
牛ヒレ肉（シャトーブリアン）の青年で、シャトーと呼ばれることが多い。牛の角が生えて、右端に耳標のようなリングを付けている。肉協会の面々のリーダー格。口が悪くて少々ひねくれているが、兄貴分な性格から慕われている。きりみちゃんが旅先で怪我をした際に手当てをした。
擬人化の際は赤い長髪をした青年で、牛柄のTシャツを着ている。他のキャラクターよりも頭一つ背が高い。
ささみん
声：山下大輝
鶏肉ささみの男の子。「～ぴよ」が口癖。穏やかな性格で、きりみちゃんを巡ってシャトーブリアンとサメせんぱいがぶつかった際は、サメせんぱいにきりみちゃんからの手紙を手渡した。擬人化を見ると、他のキャラクターよりも年下の模様。
擬人化の際はピンク色の髪と服装をして、王冠を頭に乗せており、王子を思わせる格好をしている。
かるびくん
声：増田俊樹
牛カルビ肉の男の子。活気な性格で、シャトーブリアンをアニキと呼び慕っている。Twitterでは名前の表記が一定しておらず、「かるび」と「カルビ」が混在している。「かるびくん」表記は初登場時のもの。
擬人化の際は赤色のスカジャンを着ており、中に擬人化シャトーブリアンと同じ牛柄のTシャツを着ている。

#### その他のキャラクター
現在はTwitter等で少数登場のキャラクター。
まぐろくん
ラムチョップ
だてまきくん
いちごちゃん
あげみくん
かずのこちゃん
練乳がけいちごちゃん

## 歌
DVD付きCDアルバム『KIRIMIちゃん.のうた』が、2014年9月3日にユニバーサルミュージックより発売。
CD
1. きみきりみ （作詞/山本奨・サンリオ、作曲/山本奨）
2. マジカルKIRIMI!（作詞/宮下浩司・サンリオ、作曲/宮下浩司）
3. きりみの歌〜おいしく食べてね〜（作詞/サンリオ、作曲/高橋洋樹）

DVD
1. きみきりみ
2. マジカルKIRIMI!
3. きりみの歌〜おいしく食べてね〜

## コラボレーション
- 東急プラザ 表参道原宿にてコラボカフェオープン

2014年7月に「2014年サンリオキャラクター大賞」とコラボしたカフェが期間限定でオープン。キャラクターとのコラボメニューや、サンリオキャラクター大賞に投票することもできた。実際に販売されていた、KIRIMIちゃんとのコラボメニュー「KIRIMIちゃん.サンド」はアボカド・スモークサーモン・タルタルソースがサンドされている。
- TOKYO FM あべながの野望〜他力本願の変〜に出演

阿部敦とKIRIMIちゃん.の友達である代永翼がパーソナリティを務めるラジオ番組にて、3人によるトークが繰り広げられた。
- TOWER RECORDSとのコラボ

CDデビューを記念し、2014年9月3日よりタワーレコード、TOWERmini主要店舗、およびタワーレコード オンラインにてコラボグッズが数量限定で発売された。
- 道とん堀とのコラボ

2015年7月17日から9月6日の間、道とん堀のコラボメニューやコラボグッズの展開が行われた
- モンスターハンターとのコラボ

- にゃんころりけんぷろ学園とのコラボ

代永翼、佐藤拓也、畠中祐出演のニコニコ動画で配信されるショートアニメ。KIRIMIちゃん、ブリくん、サメせんぱいが登場した。
- シルフとのコラボ

シルフにおいて擬人化プロモーションの漫画展開『KIRIMIちゃん． ぎじんかアクアリウム　～切り身たちのレジェンド～』（作画：木村なっくる）と『KIRIMIちゃん． 切り身男子とドキドキデート★』（作画：岩城そよご）が2016年6月号から連載
- あさりちゃんとのコラボ

2020年10月2日から10月15日まで（予定）、東京キャラクターストリートG階段下でのワゴンショップで展開。

## サンリオキャラクター大賞の順位
『いちご新聞』の読者投票企画「サンリオキャラクター大賞」で、第29回（2014年）および第32回（2017年）において8位を受賞し歴代最高である。
初戦となる第29回（2014年）は同じくこの年初戦で7位のぐでたまと接戦となり、終盤で逆転を許して8位に終わったが、新人アワードを受賞した。この回は全100種のキャラクターをA〜Eグループの5グループに分けて1stステージ（予選）が行われ、各グループの上位4種、全20種のキャラクターからファイナルステージ（決戦）が行われ順位が決定されたため、21位以下が存在しない。KIRIMIちゃん.はぐでたまと同じEグループ（1stステージ3位通過）にノミネートしていた。なお、この年『いちご新聞』に届いた票のみを集計した「サンリオキャラクター大賞いちご新聞ランキング」では22位にランキングされた。
2020年は、コロナ関連によるサンリオショップの臨時休業が相次ぎ、思うようにサンリオショップ店頭からの投票（チップde投票）が出来なかったため、サンリオキャラクター大賞終了後の6月12日から30日にかけて、スピンアウト企画の 「チップde投票リターンズ」がサンリオショップ各店舗で開催され、サンリオショップのひとつのハーモニーランドにおいての結果は「KIRIMIちゃん.」は29位であった（この回の票は、公式にはサンリオキャラクター大賞本戦の結果には反映されない）。
また、いちご新聞オリジナル企画で2016年より「サブキャラコンテスト」が開催されている。第1回（2016年）の「サブキャラコンテスト」では「かまぼこちゃん」が5位にランクインされ、第2回（2017年）の「サブキャラコンテスト」では「なるとちゃん」が27位にランクインされ、第3回（2018年）の「サブキャラコンテスト」では「ロースちゃん」が7位にランクインされた。第4回（2019年）は第1回（2016年）〜第3回（2018年）までの上位20キャラクター同士の決戦コンテストで、「かまぼこちゃん」が15位、「ロースちゃん」が45位にランクインされた。仕切り直しとなる第5回（2020年）の「サブキャラコンテスト」では「たくわんわん」が25位、「かまぼこちゃん」が35位にランクインされた。
- 2024年サンリオキャラクター大賞18位
- 2023年サンリオキャラクター大賞17位
- 2022年サンリオキャラクター大賞19位
- 2021年サンリオキャラクター大賞19位
- 2020年サンリオキャラクター大賞17位（いちご新聞ランキング22位[37]）。
- 2019年サンリオキャラクター大賞15位（いちご新聞ランキング25位[38]）。
- 2018年サンリオキャラクター大賞12位（いちご新聞ランキング23位[39]）。
- 2017年サンリオキャラクター大賞8位（いちご新聞ランキング22位[40]）。
- 2016年サンリオキャラクター大賞9位（いちご新聞ランキング17位[41]） ／ なでる投票10位[42]。
- 2015年サンリオキャラクター大賞11位[43]（いちご新聞ランキング17位[44]）。
- 2014年サンリオキャラクター大賞8位[45]（いちご新聞ランキング22位[46]）。

## その他
- 2020年6月2日、ユートレジャーからKIRIMIちゃん．の高額なK18製ネックレスが発売された[47]。